# Vrh Bilica
Vrh Bilica je bivša tvrđava na području Zenice u bliskom susjedstvu srednjovjekovne Zenice. Datira iz vremena početka osmanske uprave. Vjerojatno je pripadala vrsti srednjovjekovnog grada-utvrde, čemu u prilog ide toponim Gradina.
O njoj se vrlo malo zna. Prema novijim spoznajama, Osmanlije su zadržale i u funkciju stavili sve značajnije zatečene srednjovjekovne utvrde te nije bilo masovnog rušenja nakon 1463. godine, kako se to do 21. stoljeća pretpostavljalo.
Vjerojatno je podignuta u vrijeme tadašnje vojne krajine u razdoblju 1476. – 1512. godine, dok je Osmansko Carstvo vodilo trenutnu obrambenu strategiju prema tada još uvijek jakoj hrvatsko-ugarskoj državi koja je povremeno vraćala od Osmanljia osvojene krajeve. Posadu je činilo 25 ljudi (stalnih mustahfiza-timarlija) koliko je tada imalo više tvrđava u Bosni. Imao je bogomolju u tvrđavi ili se džamija nalazila u podgrađu. Na postojanje ukazuje turski popis iz 1516. gdje se zbog teške situacije u pograničnom području s hrvatskim kraljevstvom, u nahiji Brod podiglo se još jednu tvrđavu. Naizgled nije logično podizanje tvrđave ovdje, nego na Bosni. No tad je branila prolaz prirodnim putem dolinom Babišnice, koja izvore ispod Vranice, istočno od Vranduka. Ispod nje izvire i Pepeljarska rijeka koja teče na suprotnu stranu i ulijeva se u Bosnu u Begovom hanu. Vidljivo je da je za obilazak dobro čuvana Vranduka mogao poslužiti sporedni put koji je išao dolinom Pepeljarske rijeke u dolinu Babišnice, i za to nadzirati služio je Vrh Bilica.
Bosanski sandžak u vrijeme sumarnog popisa iz 1530. godine obuhvaćao je zemlje od Zvečana na jugoistoku do Udbine na sjeverozapadu, sjeverna granica išla između rijeka Vrbasa i Bosne u pravcu Doboj-Banja Luka, s uskim izlazom na rijeku Savu u području Kobaša. Južno se prostirao približno do linije Prača-Konjic-Klis. Udomio je 59 posada -31 ulufedžijska i 28 timarskih. U graničnim područjima, čineći pojas vojne krajine, bile su ulufedžijske posade. Pojas vojne krajine pružao se približnim pravcem Doboj, Banja Luka, Kamengrad, Udbina, potom južno u pravcu Obrovac, Karin, Novigrad. Nema pokazatelja o podrijetlu ulufedžijskih posada. Timarske su bile u unutrašnjosti sandžaka, većinom zgusnute u središnjem dijelu sandžaka, gornjim tokovima rijeka Bosne i Vrbasa. Većina posadnika bili su domaći ljudi. Prema granici posade su bile brojnije.
Ničiji prijašnji popis ne spominje Vrh Bilica. Zabilježeno ime je nejasno, pa ga se može iščitati kao Vrh Bilica, V. Bileč, V. Jeleč. Znajući da se naselja uz izvore rijeka u srednjovjekovnoj Bosni označavalo apozicijom Vrh (Vrhbosna, Vrhprača, Vrhsapna itd.), realno je bilo tražiti njenu lokaciju uz neku rječicu ili pak potok Bilicu. Timar dizdara (gradskog zapovjednika) Ali-age obuhvaćao je poznato selo Sviće (uz još devet sela: Čajdraž, Nažbilj, Ćatići, Donji Tičići, Židokovo, Subotinje, Tišina, Krstjanska Gora, Rogatić Gora. Timari posade bili su zajednički, tzv. mušterek timari; timar imama obuhvaćao je Nažbilj i Ćatiće), a poznata je činjenica da dizdarov timar obično obuhvaća najbliže selo, tj. selo(a) u blizini grada. Ta je činjenica indikator te se doista na toj strani u dolini Babišnice ima 3 km dug potok Bijeli potok, starijeg imena Bili potok. U srednjem dijelu toka je slijeva šumom obraslo krševito brdo Kulica, imena koje ukazuje na tvrđavu (kula), čiji vrh je doista izvrsna strateška točka jer se s njega dobro vidi dolina Babišnice i susjedna sela. Na samom vrhu je kupasta uzvisina, lokacija neke veže građevine. Na površini nisu nađeni vidljivi zidovi, ali vjerojatni trag zidova su kamenja koja vire na nekoliko mjesta. S te lokacije ka sjeveroistoku su njive a ta lokacija gdje su njive zove se Gradina. Pred Prvi svjetski rat još su postojali temelji građevine pa čak je bilo i kuća na Gradini. Temelji su bili oblike magaze, vezanih vapnom i mortom. Od silnih kopanja zbog traženja za mitskim zlatom kopači su razvalili zidove koji su se vremenom odronili ili sprali u Bili potok ili u Babišnicu.  zidovi sProljeća[greška u tipkanju?] 1972. godine ravnatelj zeničkog muzeja Fikret Ibrahimpašić pošao je u ekspediciju u sela Poca i Vukovići gdje su obišli toponime Gradina, Gradine i Podgradine te uzvisinu Čvorak, blizu sela Vukovića, podno sela Poca. Čvorak je izgledao kao djelo ljudskih ruku iz davnine, poput ostatka nečega. U znanstvenim radovima spominje se u znanstveno-stručnom radu bh. osmanista Adema Handžića iz 1973. Nahija Brod krajem XV i početkom XVI vijeka, gdje se po prvi put može naći potpunije informacije o tvrđavi Vrh Bilica.
Utvrda Kal‘a-i Be-liča/  Bilica zabilježena je pod imenom Vrh Beliča/Vrh Bilica  (بليچهويرح) u tahriru 1528. – 30.  Tahrir iz 1540. – 1542. ne spominje ju, jer je srušena "po zapovijedi" 1540. godine. Na drugim mjestima spominje se da je ova manja tvrđava bila rano napuštena, vjerojatno 1528. padom Jajačke banovine ili 1536. kad su Osmanlije pošle osvajati istočnu hrvatsku pokrajinu Slavoniju.
U narodu je u svezi s tvrđavom živjele legende o gradu. Sadržavale su stroge vladare i gotovo sve spominju zakopano zlato. Čini se da su nalazači zlata to iskoristili za gradnju ili kupovinu nekretnina i za odlazak na hadžiluk. Prema jednoj je jedan čovjek iz Jurjevića sanjao neku lokaciju kod sela pa došao na sanjanu lokaciju i iskopao više punih ćupova zlatnika, koje je potrošio na na gradnju prve kuće u Babinskom slivu, poslije pokrivene crijepom, za putovanje na hadžiluk te na kupnju zgrade zeničkog kajmekama koja se danas zove po njemu, hadžije Mazića kuća. Druga priča je o nekom Biškoviću koji je također našao zlatnike te od toga sagradio novu obiteljsku kuću te han na mjestu sadašnje osnovne škole. U SFRJ je po dojavi milicija izašla na lokalitet Gradine potkraj šezdesetih godina da bi uhitila tragače za zlatom. 2004. godine skupina se mještana Vukovića i Poca podno brdašca, uvrh lokaliteta Gradina kopala rudarske lagume. Čini se da je posao rađen temeljito i stručno, lagum propisno podgrađen, a ispod njega urednoodložen iskopani materijal, sve da je rađeno navodno po noći, i da je iskopano više od 20 metara dužine. Ishod radova nije poznat. Događaj je privukao pozornost medija pa je Federalna TV došla napraviti polusatnu reportažu UKW događaj - Zlatna groznica u selu Vukovići pored Zenice.

## Vanjske poveznice
- YouTube UKW događaj - Zlatna groznica u selu Vukovići pored Zenice